# サンディエゴ交響楽団
サンディエゴ交響楽団（サンディエゴこうきょうがくだん、英語: San Diego Symphony）は、アメリカ合衆国のカリフォルニア州 サンディエゴに本拠を置くオーケストラ。

## 概要
1910年設立。

1912年から1920年までロスコー・シュライオックが初代音楽監督を務めた後、活動停止期間があり、二代目音楽監督ニーノ・マルチェッリの時代にも楽団閉鎖に追い込まれるなど、以後楽団は活動停止、再開等を幾度となく繰り返してきた。
1984年に歴史的施設フォックス・シアターを買収し、コプリー・シンフォニー・ホール (現ジェイコブズ・ミュージック・センター)として楽団の本拠地となった。これにより、楽団は音響的にも優れた専用ホールを得て、活動の安定と芸術的表現の幅を広げることができた。
1989年からヨアフ・タルミが音楽監督を務め、オーケストラの演奏水準を更に引き上げ、その名声を高めた。彼の指揮のもと、Naxosレーベルなどにベルリオーズの管弦楽曲集などの録音を残した。しかし、彼の任期の終わりには楽団が深刻な財政難に再び陥り、1996年には一時的な活動停止を余儀なくされた。
1998年に楽団は活動を再開し、2002年にはクアルコム社の共同創業者であるアーウィン・M・ジェイコブス夫妻から巨額の寄付を受け、楽団の財政基盤は大きく安定した。
2004年から13年間音楽監督を務めたジャジャ・リンの時代に、楽団は財政基盤の安定化などを背景に、あらゆる面で目覚ましい成長を遂げた。2013年にカーネギーホールへのデビューを果たし、中国への演奏旅行を成功させるとともに、本格的な録音プロジェクトを開始した。
2019年から、ラファエル・パヤーレが音楽監督に就任、2021年にはサンディエゴ湾に面した場所に最先端の屋外コンサート会場「レイディ・シェル・アット・ジェイコブス・パーク」がオープンし
、活動の幅を広げている。また、2024年にはジェイコブズ・ミュージック・センターが改装された。
サンディエゴ・オペラのオーケストラとしても活動している。

## 歴代音楽監督
- ロスコー・シュライオック（1912年–1920年）
- ニーノ・マルチェッリ（1936年–1937年）
- ニコライ・ソコロフ (1938年–1941年)
- ファビエン・セヴィツキー（1949年–1952年）
- ロバート・ショウ（1953年–1958年）
- バーナード・マレー（1959年–1966年）
- ゾルターン・ロズニャイ (1967年–1971年)
- ピーター・エロス（1972年–1979年）
- デイヴィッド・アサートン（1980年–1987年）
- ヨアフ・タルミ（1989年–1996年）
- パク・ジョンホ(1998年–2002年)
- ジャジャ・リン（2004年–2017年）
- ラファエル・パヤーレ (2019年– )